# Riu de Querol
El Riu de Querol, també anomenat Aravó aigües avall de la Tor de Querol, és un riu de la Cerdanya afluent del Segre i, per tant, de l'Ebre.

## Els noms del riu
És anomenat riu de Querol des del naixement, en el terme comunal de Portè, fins al de la Tor de Querol, després de travessar els termes de Portè, Porta i la Tor de Querol. Després, ja amb el nom de riu d'Aravó, travessa els de la Tor de Querol i Enveig, a l'Alta Cerdanya; tot seguit penetra a la Baixa Cerdanya, travessant els termes de Guils de Cerdanya, Puigcerdà, Bolvir i en el moment d'abocar-se en el Segre, a tocar del terme municipal de Fontanals de Cerdanya.
Tal com explica Joan Coromines a l'Onomasticon Cataloniæ, el nom d'Aravó és un dels molts topònims preromans, protoeuropeu, de la zona pirinenca catalana. Prové d'un ètim ara-, comú en topònims com Aragó (el riu), que designava, precisament, rius. L'Aravó està documentat en textos antic com a Arabó. El de Querol està explicat en el Diccionari etimològic i complementari de la llengua catalana, del mateix Joan Coromines, com un derivat diminutiu de quer (roca, penyal), derivat del preromà cariu, probablement cèltic procedent de l'arrel karr- (pedra) i germà del nom iberobasc de la pedra arri (antigament, karri).

## Alta Cerdanya

### Terme comunal de Portè

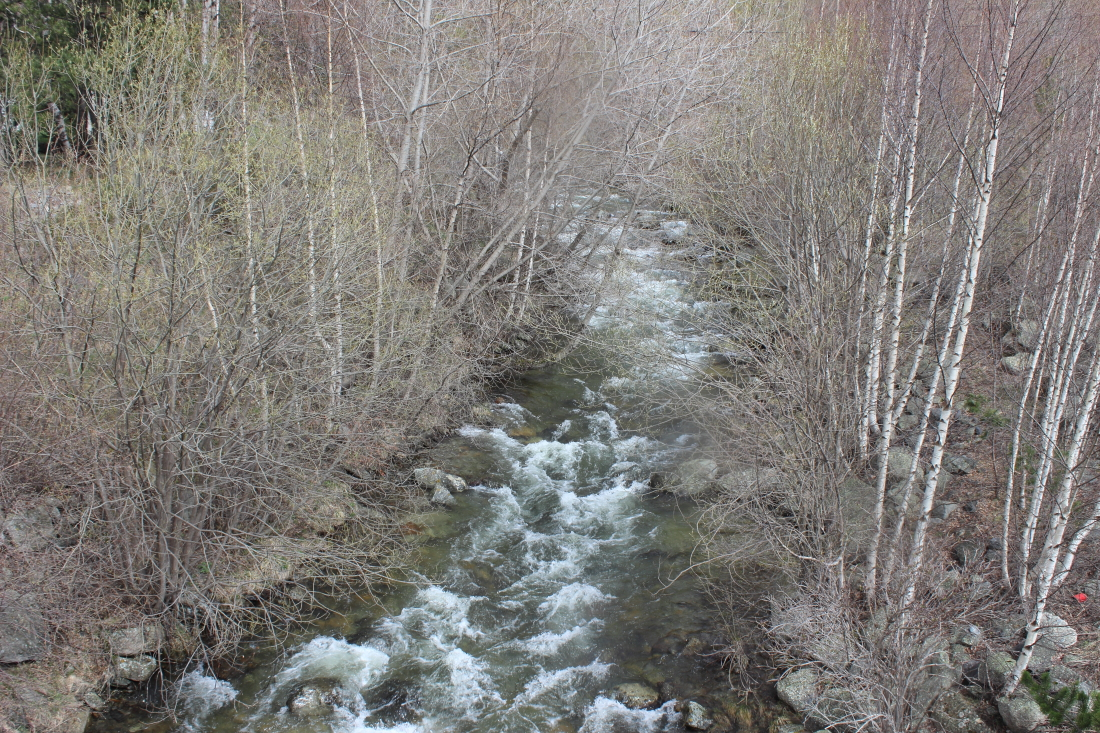
El Riu de Querol vist des de l'estació de Portè i Pimorent

Naix en els contraforts sud-occidentals del Massís del Carlit, prop del límit nord-occidental de l'Alta Cerdanya. Les seves aigües davallen dels embassaments de l'Estany de Lanós i del de Fontviva a través dels recs de Lanós de l'Estany de Fontviva. El punt a partir del qual hom l'anomena Riu de Querol és l'estany del Passet, format pels recs esmentats.
El Querol discorre en aquest tram d'est a oest, però a mesura que s'apropa al poble de Portè, es va decantant progressivament cap al sud-oest. El riu passa pel sud d'aquest poble, i, quasi al seu extrem sud-oest, quan el curs d'aigua arriba a creuar-se amb la carretera N - 20, el curs d'aigua gira quasi en angle recte cap al sud i de seguida comença a fer de termenal entre Portè i Porta.

### Límit dels termes comunals de Portè i Porta
Alhora que fa de termenal, discorre paral·lel pel costat de ponent de la carretera N-20/E9, travessant les Gorges de la Fou fins que arriba a l'alçada de la boca sud del Túnel de Pimorent, que queda a prop a ponent. En aquest punt el riu entra ja de ple en el terme de Porta. A partir d'aquest punt un tercer element s'uneix a les línies paral·leles del riu i la carretera: la línia del ferrocarril de Tolosa de Llenguadoc a la Tor de Querol.

### Terme comunal de Porta

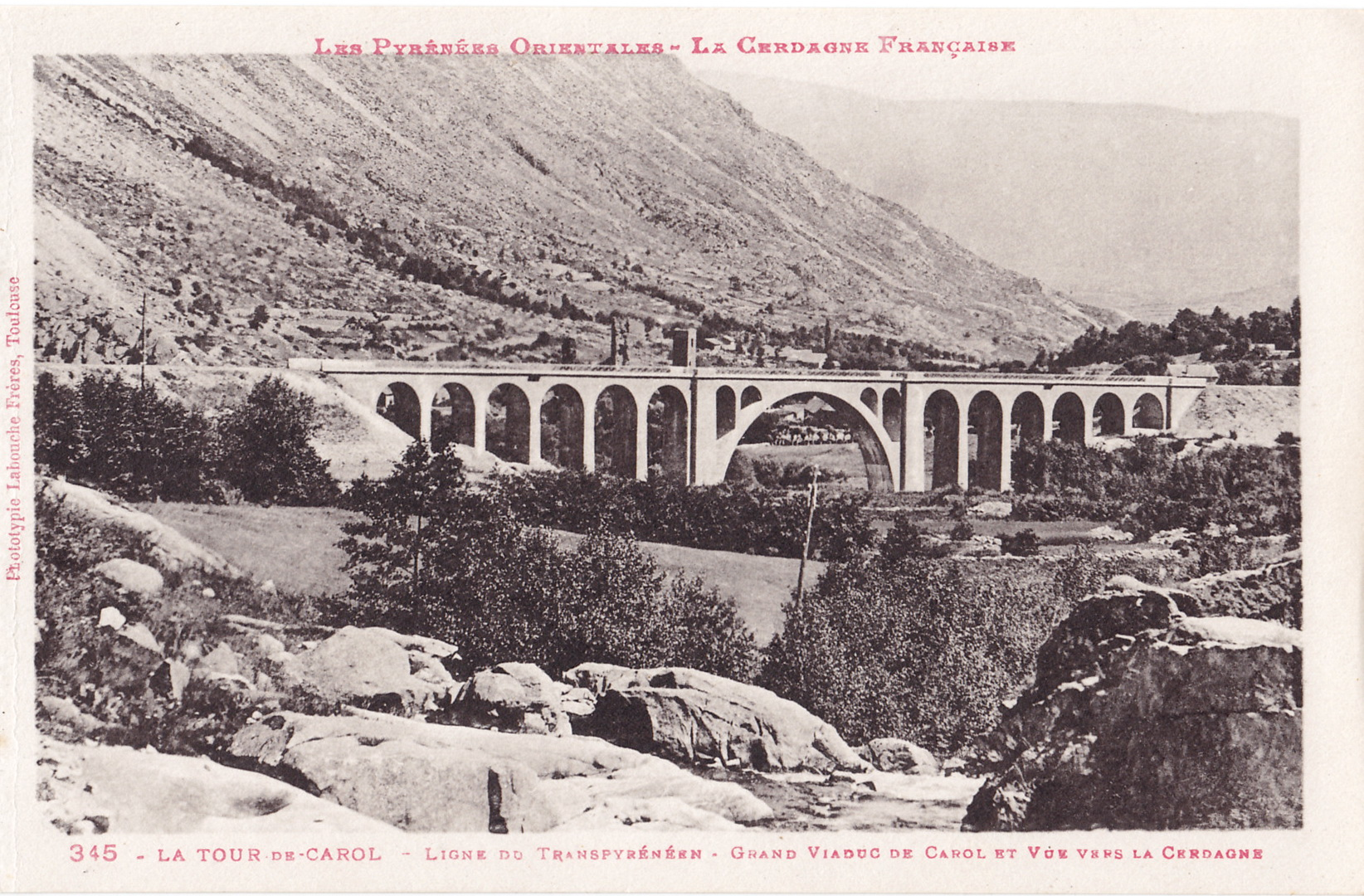
El pont del ferrocarril damunt del Querol, a prop al sud del poble de Porta

Seguint sempre el seu curs paral·lel a la carretera N - 20 i a la via fèrria, passa pel costat de ponent del poble de Porta, al sud del qual la vall comença a girar cap al sud-est. Uns 900 metres al sud del poble es troba un dels ponts espectaculars de les vies fèrries a l'Alta Cerdanya. Discorrent ja en aquesta direcció, el riu deixa a la dreta el poble de Querol i tot seguit a l'esquerra el de Cortvassill. Molt poc després el riu abandona el terme comunal de Porta i entra en el de la Tor de Querol.

### Terme comunal de la Tor de Querol

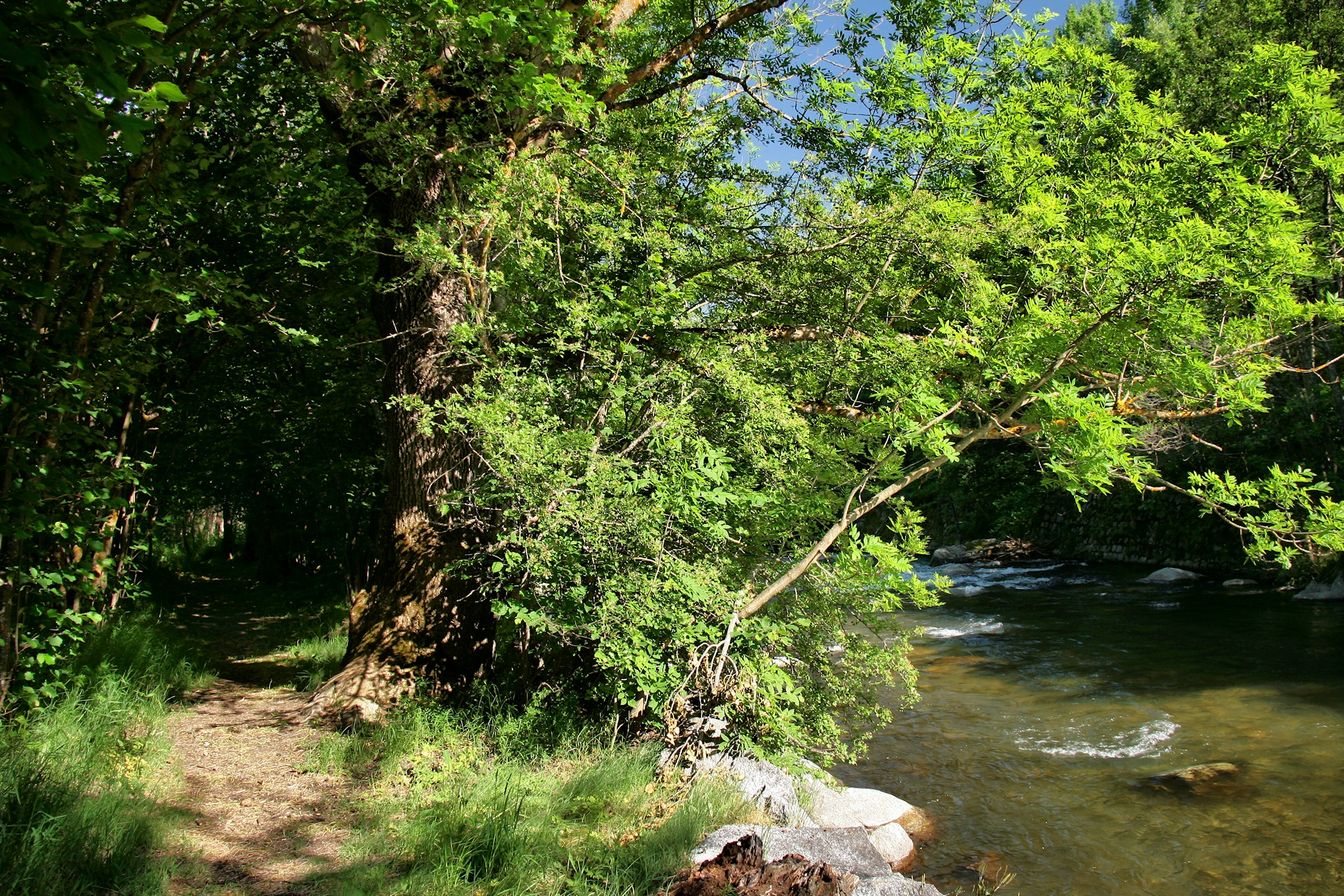
El Riu de Querol, en el terme de Porta

El pas del Riu de Querol pel terme de la Tor de Querol marca una línia quasi recta de nord-oest a sud-est, travessant tot el terme d'un extrem a l'altre, i quasi sempre de forma paral·lela a les vies del ferrocarril i a la carretera N - 20.
Ja cap a l'extrem sud-est, el riu deixa a l'esquerra el poble de la Tor de Querol i tot seguit a la dreta el d'Iravals; a partir d'aquest lloc el Riu de Querol rep ja el nom d'Aravó. Poc després, just al límit del terme comunal, el riu deixa a l'esquerra la gran Estació de la Tor de Querol, que està situada a cavall dels termes de la Tor de Querol i d'Enveig, amb la major part dins del segon d'aquests dos termes.

### Terme comunal d'Enveig
El pas pel terme d'Enveig és breu, tot ell a l'extrem sud-oest del terme, i és el moment en què el riu se separa del traçat del ferrocarril i de la carretera N - 20. En aquest terme, de forma paral·lela al riu, per la seva esquerra, discorre la carretera D - 34. El riu deixa a l'esquerra el petit nucli de la Vinyola i l'estació depuradora d'Enveig, i tot seguit abandona l'Alta Cerdanya i entra en la Baixa Cerdanya, en el municipi de Guils de Cerdanya.

## Baixa Cerdanya

### Límit dels termes municipals de Guils de Cerdanya i de Puigcerdà

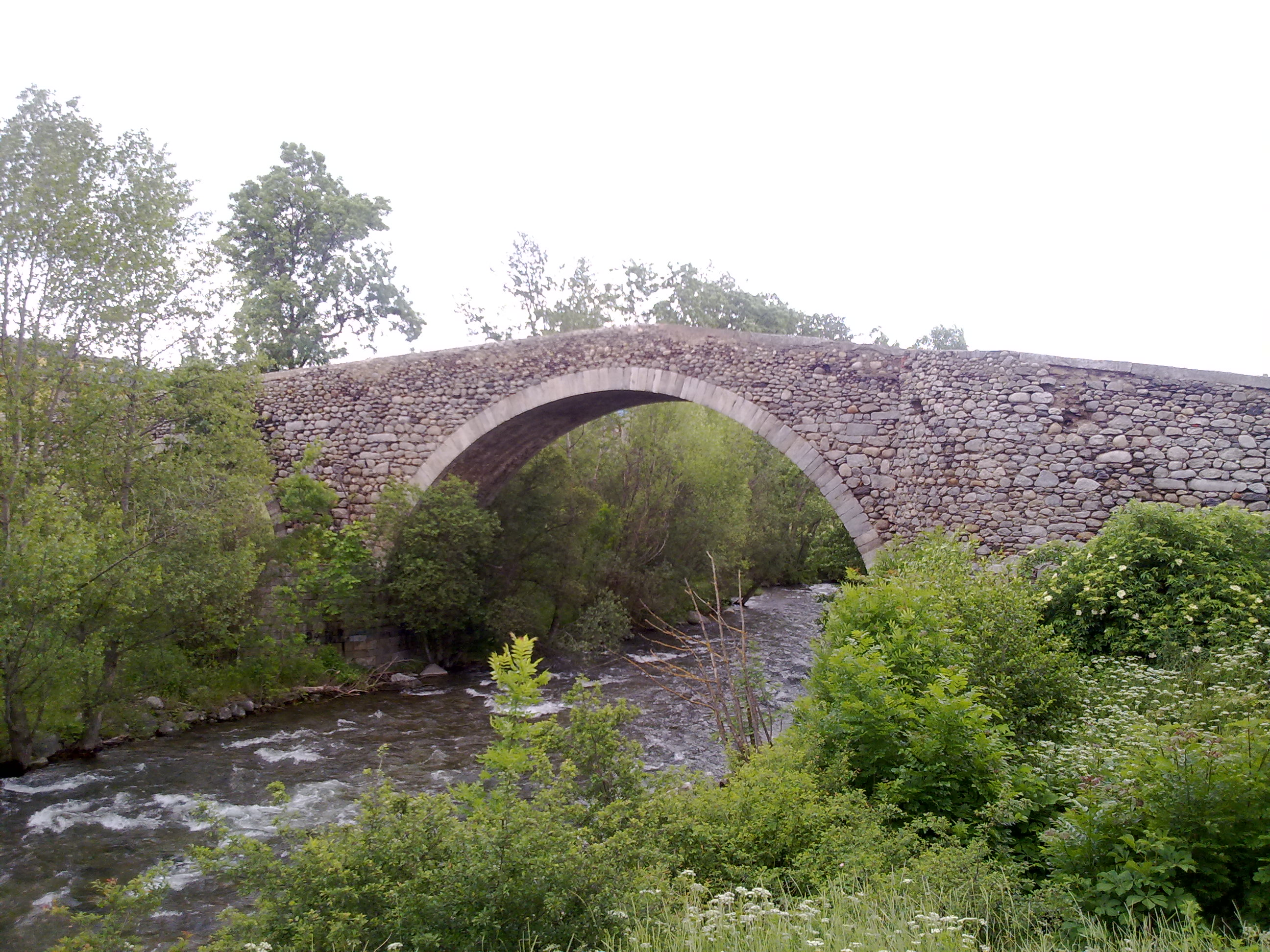
Pont de Sant Martí d'Aravó

L'entrada de l'Aravó a la Baixa Cerdanya es fa inicialment marcant el termenal entre Guils de Cerdanya, que queda a la dreta del riu (ponent), i Puigcerdà, que roman a l'esquerra (llevant). Dins de Puigcerdà es troben la Fleca Vella i la Ribera de Saneja, i dins del de Guils de Cerdanya, el poble de Saneja i després el de Sant Martí d'Aravó, amb l'església d'aquest nom. A cavall dels dos termes es troba el Pont de Sant Martí, o d'Aravó, que té molt probablement una base romana. El riu continua fent de termenal un bon tros, fins al sud-oest de la vila de Puigcerdà. Quan arriba al sud-est de la urbanització Puigcerdà Residencial, que és en terme de Guils de Cerdanya, s'acaba aquesta funció de termenal municipal, i l'Aravó entra plenament en el terme de Puigcerdà. En aquest tram, a la Fleca Vella, hi ha el canal de captació per a l'Estany de Puigcerdà.

### Terme municipal de Puigcerdà

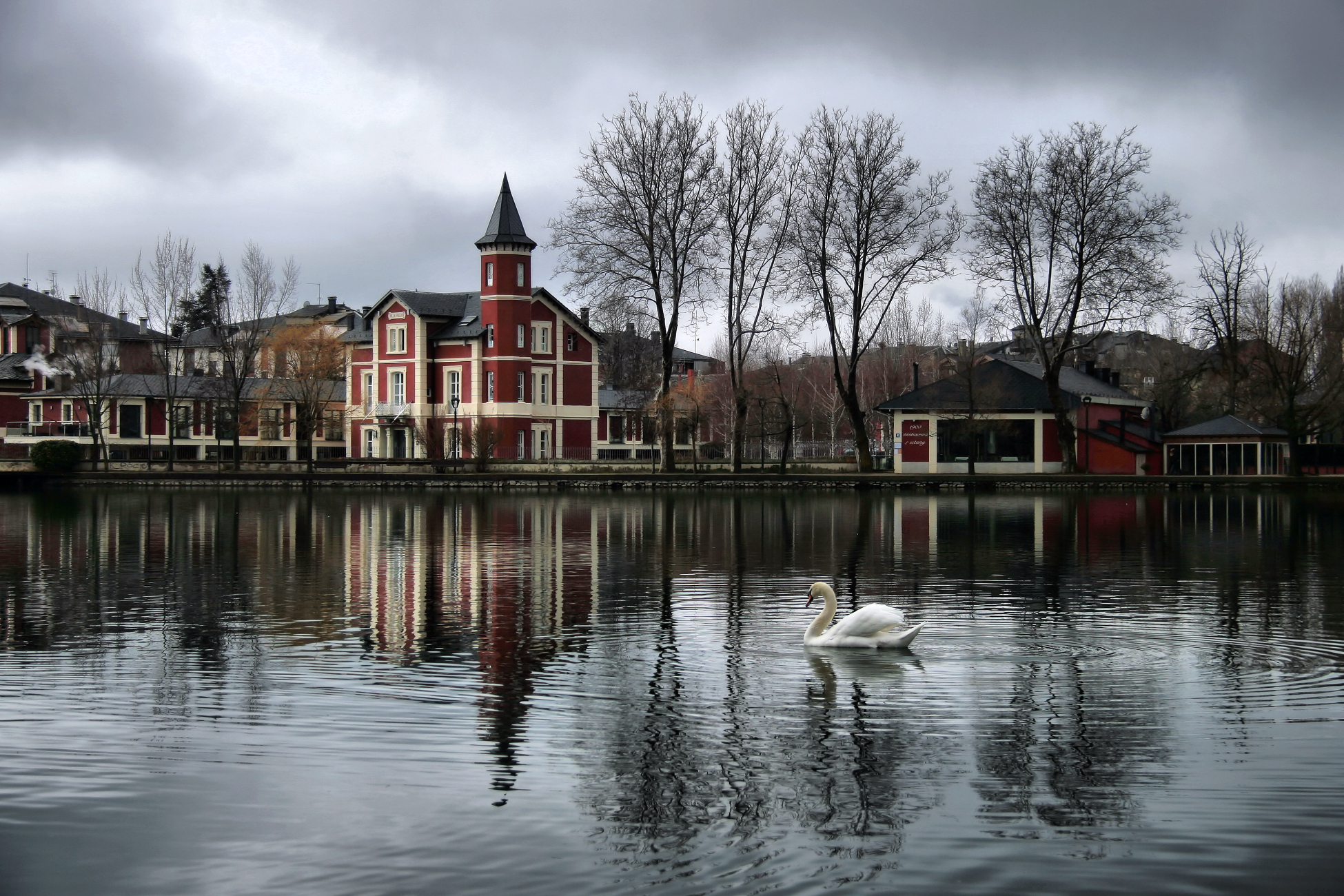
El Llac o Estany de Puigcerdà

Ja dins d'aquest terme, l'Aravó travessa la zona de prats existents al nord-est del poble de Ventajola i el riu deixa a la dreta el poble d'aquest nom. A la seva alçada, el riu passa dessota el Pont de Ventajola. Al cap de poc deixa a la dreta la Verneda de Gai i a l'esquerra el Prat de Bessó, i recorre tot l'extrem oriental de la zona del Pla de la Mala Mort i de la Serreta, on es troba una part del Reial Club de Golf de Cerdanya. Aproximadament a la meitat del seu pas ran dels camps de golf, el riu deixa enrere el terme de Puigcerdà i entra en el de Bolvir. En aquest tram, el riu va deixant progressivament la seva orientació nord - sud, i va emprenent la nord-est - sud-oest.

### Terme municipal de Bolvir
En el terme de Bolvir, continua resseguint el club de golf esmentat, que és a cavall dels dos termes esmentats, travessa el Pont de Querol, que deixa a la dreta el poble de Talltorta i a l'esquerra l'important Mas Arbó, i continua girant cap al sud del poble de Talltorta, i en arribar al Pla de Soriguera, just al límit amb el terme municipal de Fontanals de Cerdanya, que no arriba a tocar, atès que aquest terme és a l'esquerra del Segre, l'Aravó s'aboca en el Segre i acaba el seu recorregut.